# Kelīd Sar
Kelīd Sar är en ort i Iran.   Den ligger i provinsen Gilan, i den norra delen av landet, 220 km nordväst om huvudstaden Teheran. Antalet invånare är 266.
Terrängen runt Kelīd Sar är mycket platt. Runt Kelīd Sar är det ganska tätbefolkat, med 155 invånare per kvadratkilometer. Närmaste större samhälle är Lāhījān, 12,6 km söder om Kelīd Sar. Trakten runt Kelīd Sar består till största delen av jordbruksmark.